# Sphaerocranae
Sphaerocranae is een geslacht van rechtvleugeligen uit de familie veldsprinkhanen (Acrididae). De wetenschappelijke naam van dit geslacht is voor het eerst geldig gepubliceerd in 1972 door Willemse.

## Soorten
Het geslacht Sphaerocranae omvat de volgende soorten:
- Sphaerocranae bicingulata Willemse, 1973
- Sphaerocranae bipartita Willemse, 1973
- Sphaerocranae distincta Willemse, 1973
- Sphaerocranae fasciata Willemse, 1973
- Sphaerocranae maai Willemse, 1973
- Sphaerocranae nakatae Willemse, 1973
- Sphaerocranae octomaculata Willemse, 1957
- Sphaerocranae poecila Willemse, 1973
- Sphaerocranae pseudogracilis Willemse, 1973
- Sphaerocranae quadrimaculata Willemse, 1973
- Sphaerocranae rufipes Willemse, 1972